# Listriella albinia
Listriella albinia är en kräftdjursart. Listriella albinia ingår i släktet Listriella och familjen Liljeborgiidae. Inga underarter finns listade i Catalogue of Life.